# 천안시축구센터
천안시축구센터는 충청남도 천안시에 위치한 유소년 축구단이며, U-12, U-15, U-18팀을 운영하고 있다.